# Soteriscus colasi
Soteriscus colasi là một loài chân đều trong họ Porcellionidae. Loài này được Vandel miêu tả khoa học năm 1960.